# Château de la Rivière (Eure-et-Loir)
Pour les articles homonymes, voir château de la Rivière.
Le château de la Rivière est situé à Pontgouin, dans le département français d'Eure-et-Loir. Construit au début du XVIIe siècle, il a appartenu durant trois siècles à la même famille, la famille d'Aligre, jusqu’au décès en 1926 de Marie Charlotte de Préaulx, marquise d’Aligre, morte sans descendance. 

## Histoire de l'édification du château

### Berceau de la famille d'Aligre

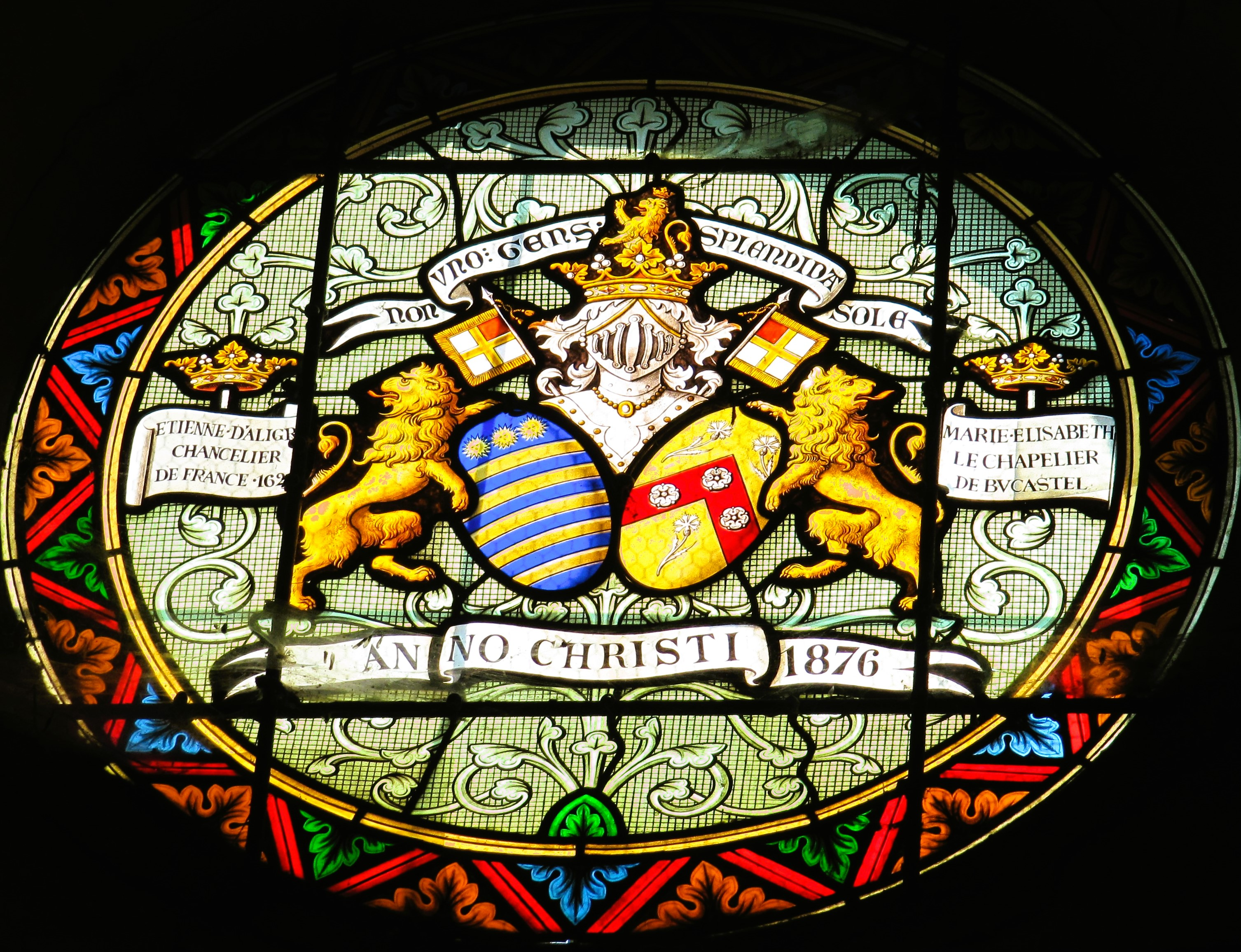
Le blason et la devise de la famille d'Aligre sur le vitrail de l'église Saint-Pierre du Favril.

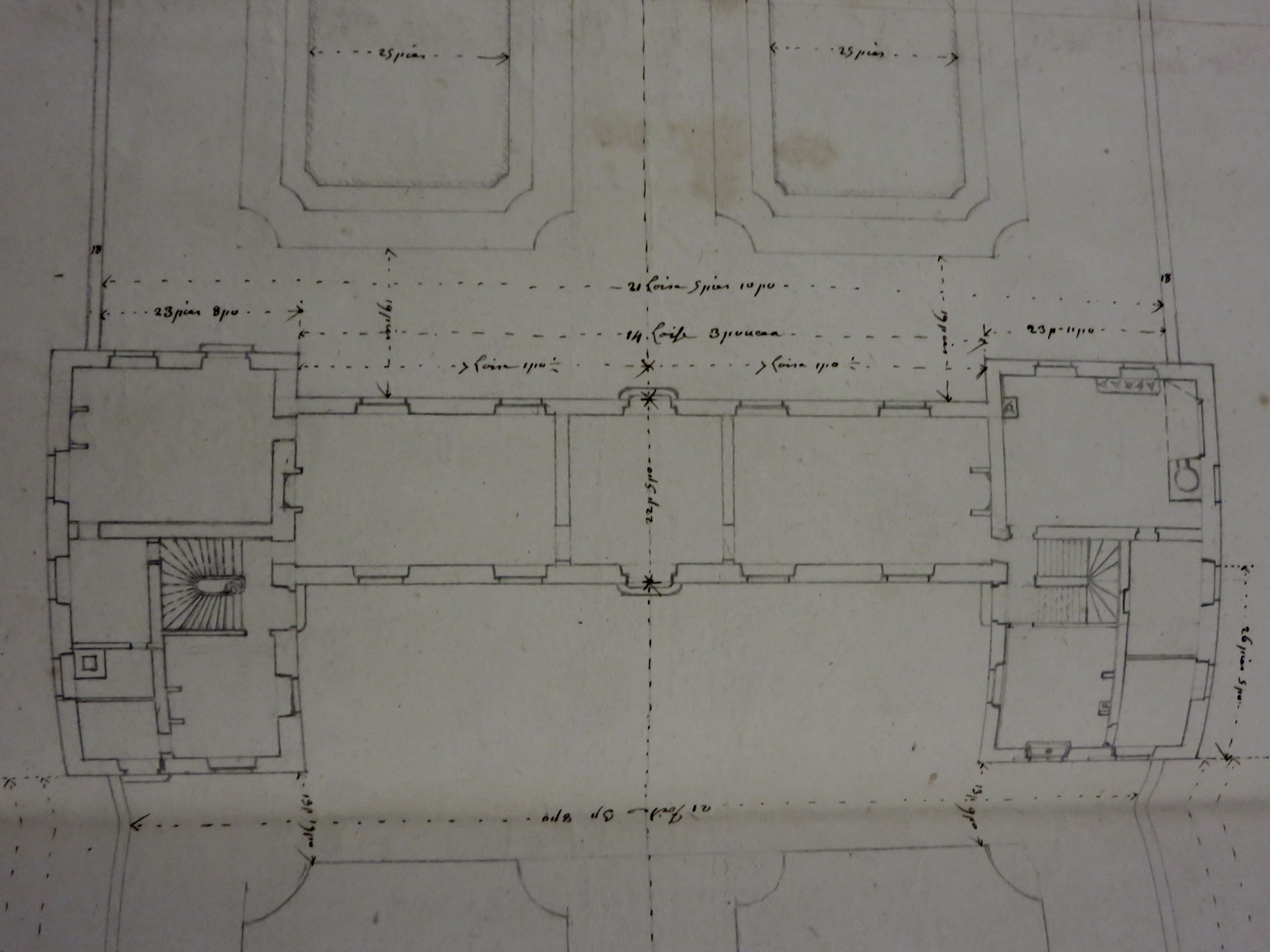
Plan de masse du château de la Rivière non daté (A.D.28, 2 Fi74/3).

La famille d'Aligre, implantée à Chartres, appartient à ces grandes dynasties de robe qui ont fourni de nombreux serviteurs à la monarchie des Bourbons.
Des trois branches qui la constituent, ce sont les d’Aligre de la Rivière ou des deux chanceliers qui demeurent dans les mémoires, même si une erreur est souvent commise : les chanceliers ne sont pas Étienne Ier d'Aligre et Étienne II d'Aligre, mais Étienne II et Étienne III d'Aligre.
On peut faire remonter la généalogie de la famille jusqu’à Jean Haligre, originaire de Voves, contrôleur du grenier à sel de Chartres vers 1440, dont les descendants exercent différentes charges dans cette même ville jusqu’à la fin du XVIe siècle. Étienne 1er du nom fait des études de droit à Orléans et devient greffier au bailliage, charge qu’il transmet à son fils Raoul. Les Haligre accèdent à l’échevinage, contractent d’habiles mariages, possèdent plusieurs hôtels en ville ainsi que terres et seigneuries.
Le tournant décisif s’opère en 1584 quand Étienne II, fils de Raoul, achète la charge de conseiller au Grand Conseil et trois ans plus tard, l’office prestigieux de président au présidial de Chartres (l'équivalent du tribunal civil et criminel). Il se rallie dès 1591 à Henri IV et profite de la promotion de Chartres élevée au rang de capitale provisoire abritant le Conseil du roi, la Cour des Aides et le Grand Conseil. Il devient conseiller d’État en 1613 à l'âge de 53 ans, garde des sceaux en 1624 puis chancelier de France de 1624 à  1626.
La carrière de son fils Étienne III, sous Louis XIV, si elle suit un cours différent, est tout aussi remarquable et se termine par l’obtention de la chancellerie en janvier 1674. Dès 1677, le chancelier Étienne III est deux fois plus riche que ne l'était son père en 1635. Sa fortune, dont plus de la moitié est constituée d'offices et de charges (65%), dépasse deux millions de livres en capital. 
Après Étienne III, aucun d'Aligre n'accède plus à un poste gouvernemental. Ils sont soit maîtres des requêtes, soit présidents à mortier au Parlement de Paris, tels Étienne-Claude d’Aligre et son fils Étienne-François. Ils tirent leurs revenus des nombreuses terres, fermes et moulins qu’ils possèdent, non seulement dans le Perche (Bretoncelles acheté vers 1775), dans la région chartraine (Baronville acquis vers 1783) mais aussi en Charente-Maritime (Marans acheté 605.000 livres en 1740 et érigé en marquisat en 1777). 
Quand la Révolution éclate,  le marquis d’Aligre, comte de Marans, seigneur de Baronville, de la Rivière, de la Forêt, du Favril et autres lieux, émigre et meurt à Brunswick. Son fils Étienne-Jean-François-Charles prend dès 1795 possession de l’immense fortune et des biens laissés par son père. Il fonde avec sa deuxième femme plusieurs établissements charitables dont l’asile d’Aligre à Lèves et l’hôpital de Bonneval.
Pour ne pas laisser le nom de sa famille s’éteindre, il adopte son petit-fils, Étienne-Marie-Charles de Pomereu, par ordonnance royale du 14 décembre 1825. La fortune qu’il laisse s'élève à 60 millions de francs or. La famille d'Aligre est aujourd'hui représentée en Eure-et-Loir par les Rougé d'Aligre, propriétaires du domaine de Baronville.

Galerie de portraits
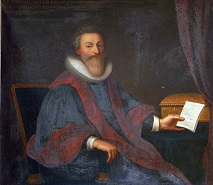
Étienne 1er d'Aligre, seigneur du Favril et de la Rivière, premier chancelier (1559-1635).
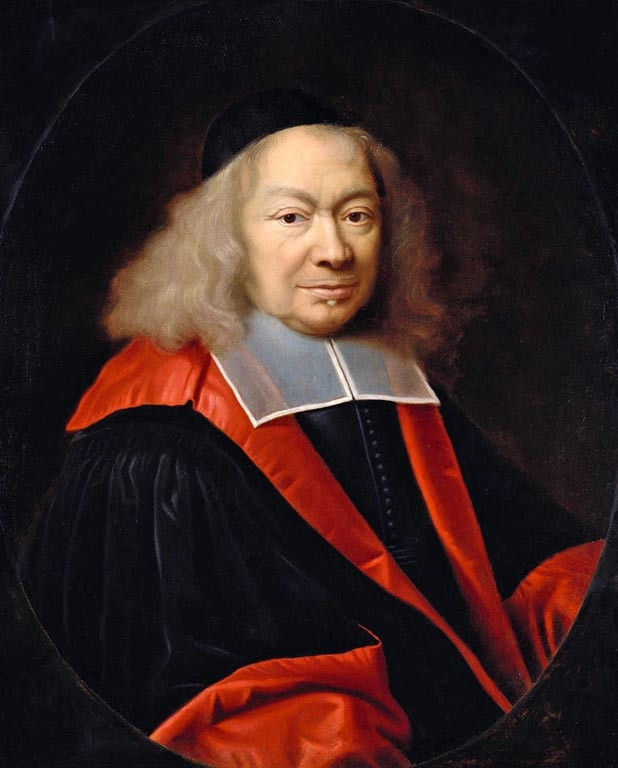
Étienne III d'Aligre (1592-1677) le 2e chancelier.
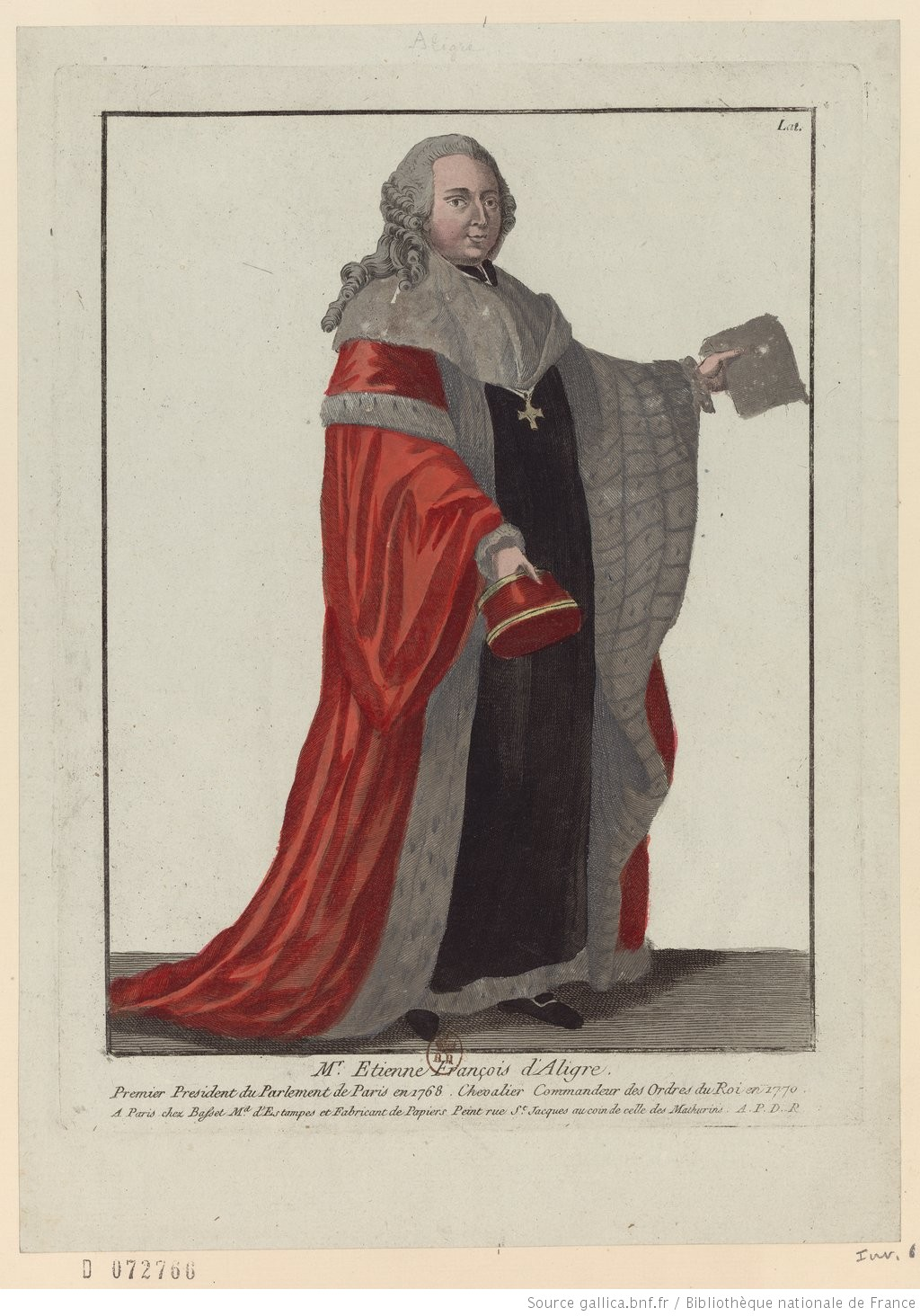
Étienne-François d'Aligre (1727-1798), premier président du parlement de Paris.
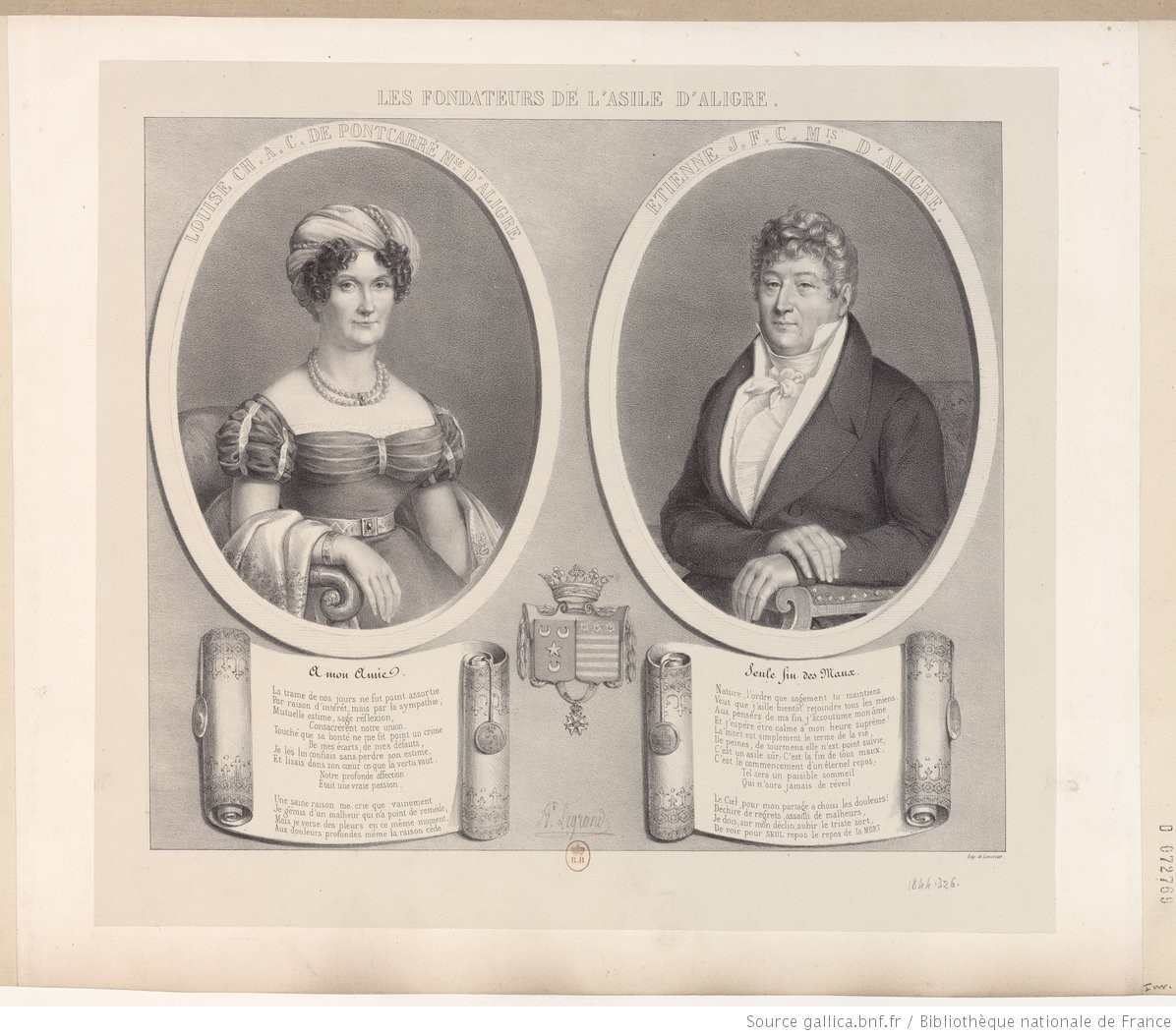
Le marquis d'Aligre (1770-1847) et sa seconde femme, née Louise-Charlotte-Aglaë Camus de Pontcarré (1776-1843).

### La construction du château

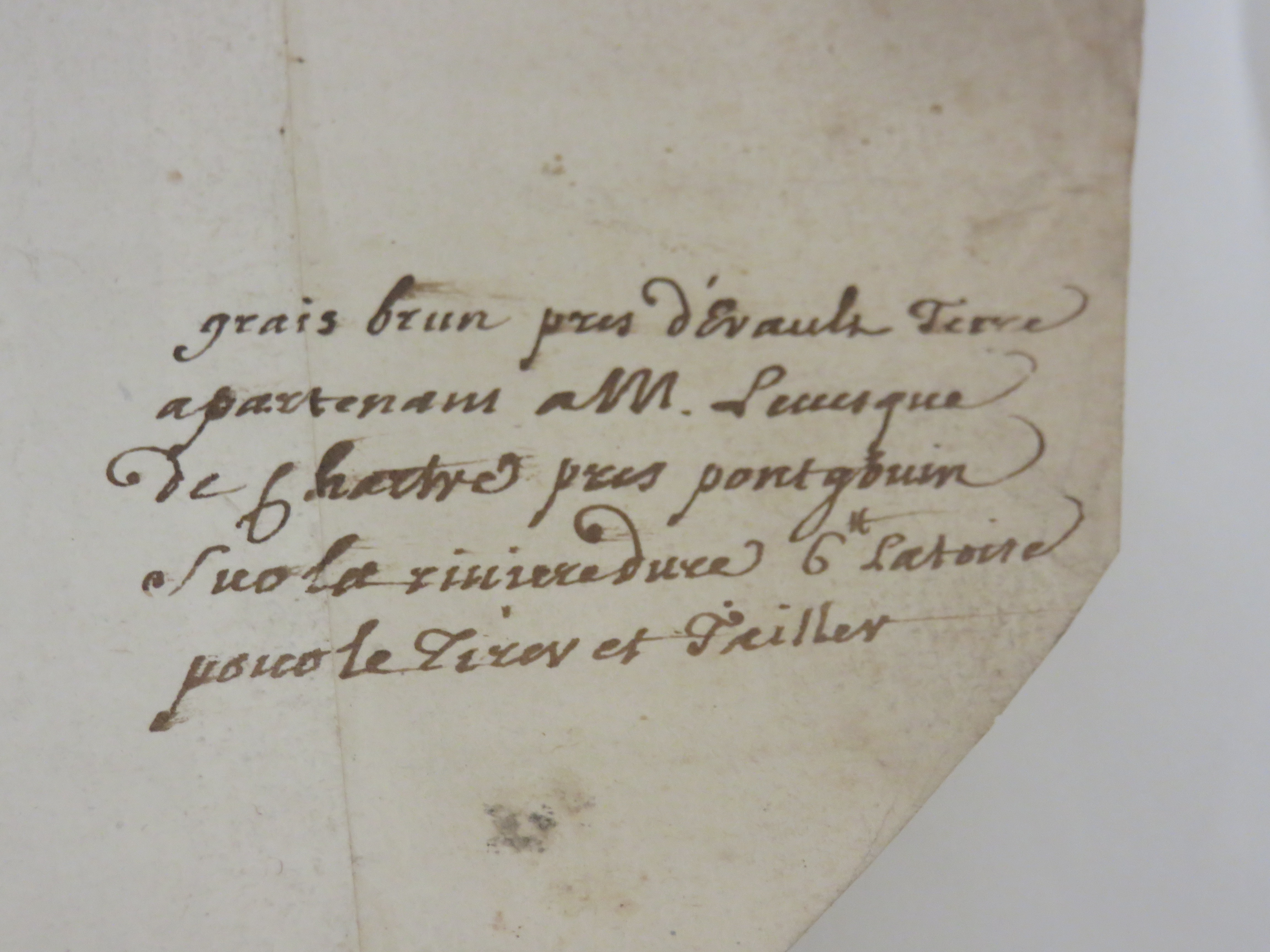
Inscription sur le plan de masse avec la référence au grès utilisé (A.D.28, 2Fi74/3).

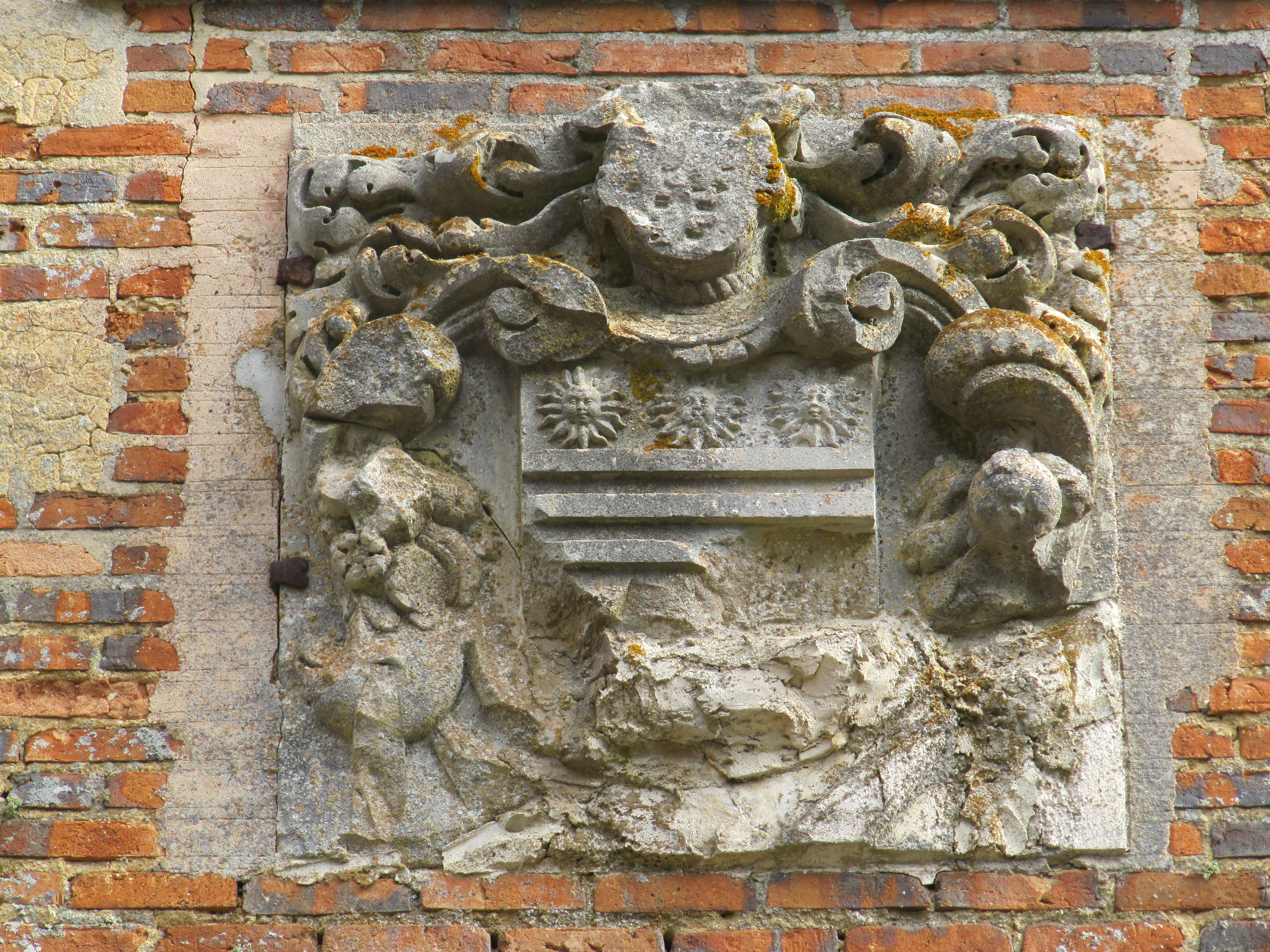
Le blason de la famille d'Aligre au-dessus de la porte d'entrée du châtelet.

Le château est construit dans le premier quart du XVIIe siècle sur une base datant d’un logis du XVe siècle avec des matériaux venant de la démolition du château de la Plesse, en plus du grès brun provenant d'une terre de l'évêque de Chartres qui reconstruit la résidence de campagne de l'évêché juste au-dessus du château de la Rivière.
Étienne II d'Aligre commence par réunir, à partir de 1592, la propriété restée indivise entre les héritiers après le décès de sa tante Michelle Haligre, veuve de Jehan Pocquet. Cette opération est terminée quand il rend aveu pour le domaine le 30 mars 1598. Cet aveu précise que la maison est entourée de douves franchissables par un pont-levis, celui du 26 avril 1694 que l'habitation seigneuriale est « un hostel et manoir en forme de pavillon (...) clos à murailles de mathière avec les fossés à eau tout à l'entour dudit hostel et manoir dont la construction a commencé par le grand corps central. »
Ce bâtiment unique couvert d'un toit à quatre pentes est détaillé dans le marché de maçonnerie du 23 janvier 1617 passé devant notaire par l’entrepreneur et non le maître d’ouvrage. Les dimensions de ce bâtiment sont de 12 toises sur 25 pieds, ce  qui correspond aux 23,30 m sur 8,50 m du bâtiment central. 

Étienne d'Aligre s'est adressé pour la réalisation de ce corps de bâtiment au maître maçon parisien Antoine Petit qui a confié ce travail à deux maçons habitant à proximité de Pontgouin, Marceau Marant et Pierre Dufray. On leur doit l’inscription des dates sur deux parties opposées : 1628 sur la tour d'angle ouest (ce qui permet de dater toute la partie ouest du château), 1629 sur le pavillon du pont-levis. Ces constructions ont été réalisées pendant l’exil sur ses terres du chancelier d'Aligre démis de ses fonctions sur ordre de Richelieu le 1er juin 1626, ainsi que le relate le duc de Saint-Simon dans ses Mémoires

« La reine mère, réconciliée avec le roi son fils, voulut établir ses créatures.
Les sceaux furent donnés à Marillac le 1er juin 1626, et Aligre envoyé chez lui à La Rivière, petite maison qu'il avait sous le château de Pontgouin, terre et maison de campagne des évêques de Chartres. »

Si le chancelier n'a plus les sceaux, il bénéficie de son titre à vie et continue à recevoir son traitement annuel de 100 000 livres jusqu’à sa mort à la Rivière, le 11 11 décembre 1635. A cette date, seul le bâtiment central, la partie latérale côté ouest et le pavillon du pont-levis flanqué de ses deux tours (la tour du four à pain et la tour du colombier) ont été réalisés.

### L'aménagement du parc et l'achèvement du château

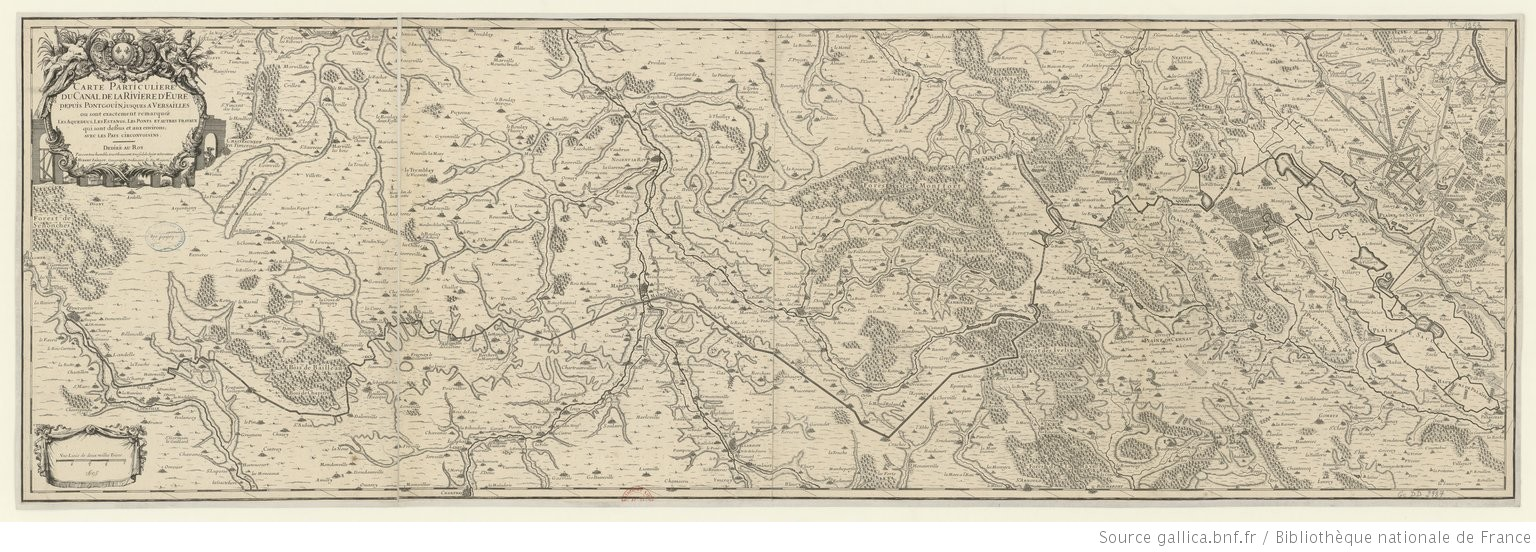
Carte du canal de l'Eure depuis Pontgouin jusqu'à Versailles (1699), BnF.

Il incombe à Étienne III d'Aligre (1592-1677), fils aîné du chancelier et héritier du château en 1637, d’en poursuivre l'embellissement.
Il entreprend de faire construire, par un premier marché passé le 31 décembre 1637 avec Robert Cathois, un canal d’une largeur de 7,80 m et d’une profondeur de 1,62 m. La longueur n'est pas précisée mais doit être conséquente puisque sa construction nécessite deux années de travaux. Un bail daté de 1640 indique que le canal alimenté par l'Eure est nouvellement fait.
Dans un marché passé le 11 septembre 1642 avec Louis Poullard et son associé, Étienne d'Aligre prévoit de « faire et parachever le canal commencé par feu Robert Cathois » en l’élargissant à 12 m. En 1642-1643, le cours de l'Eure est détourné et l'ancien lit de l'Eure comblé.
C’est justement à la sortie du parc, à Pontgouin, que Louvois comptera quelques années plus tard faire débuter le canal censé approvisionner les bassins de Versailles,. 

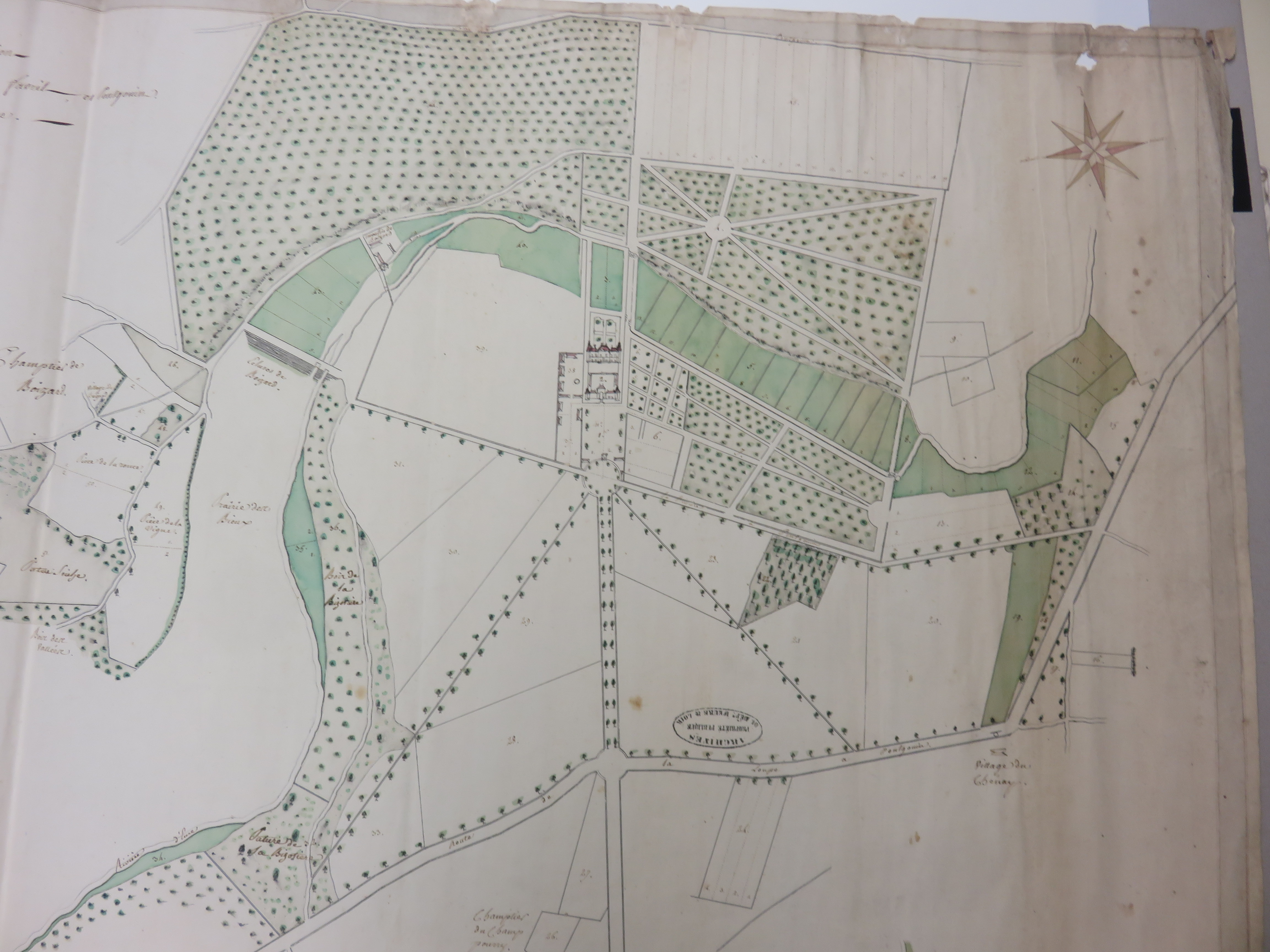
Plan de la terre de la Rivière en 1794 (A.D.28, 2Fi74/2).

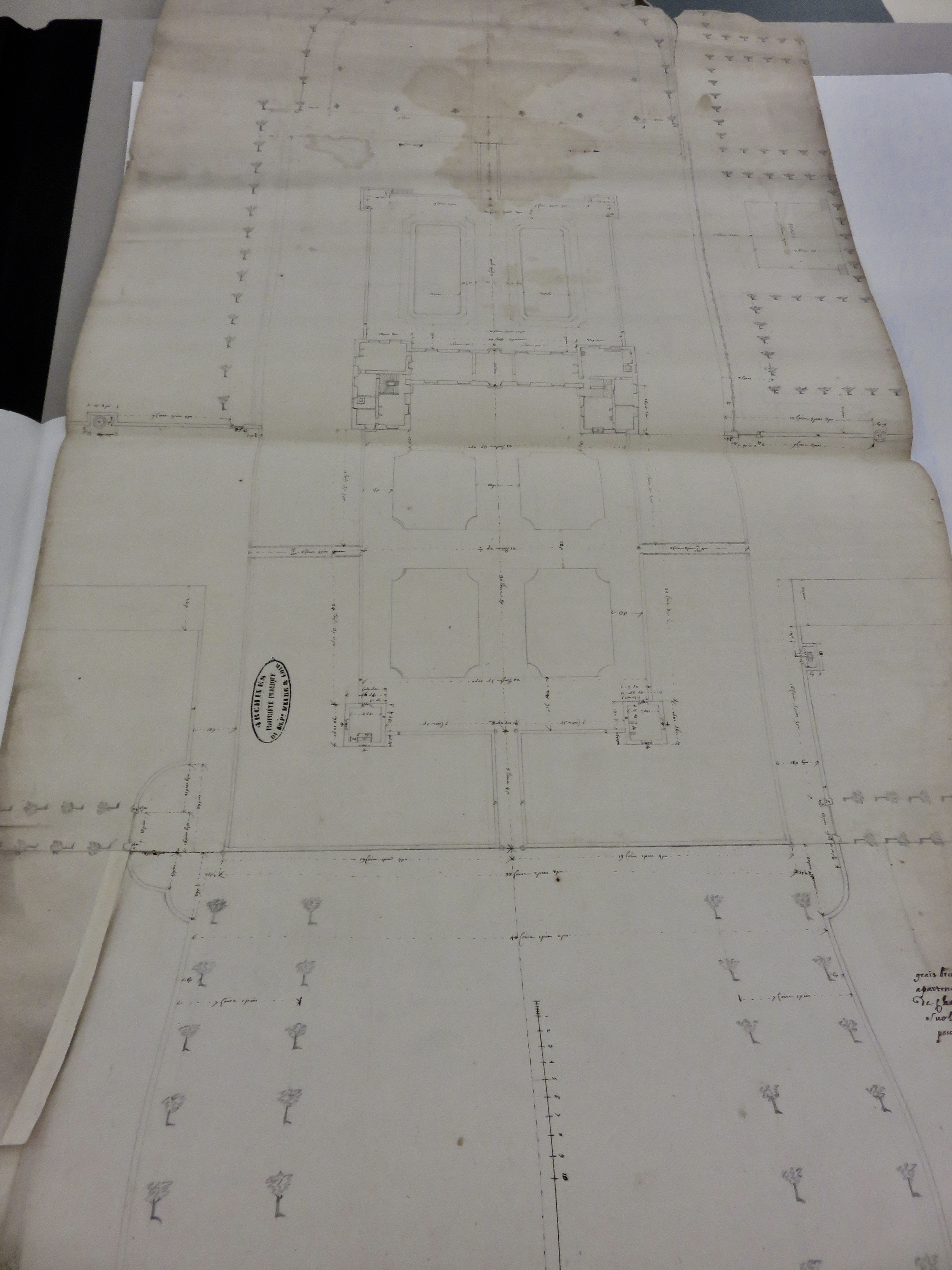
Plan de masse du château et du parc de la Rivière (A.D.28, 2Fi74/3).

Si les travaux débutent par le canal plutôt que par le château, c’est qu’Étienne d'Aligre doit laisser la priorité à son suzerain, l'évêque de Chartres qui a à cœur de rebâtir le château des évêques entre 1632 et 1642. Le maître-maçon Pierre Hébert et ses ouvriers travaillent simultanément sous les ordres de l'évêque de Chartres, Léonor d'Estampes de Valençay, et d’Étienne d'Aligre.
Un premier marché est passé le 28 décembre 1637 pour l'approvisionnement en matériaux, puis un deuxième en décembre 1642. Le 9 novembre 1642, le charpentier Roynard est chargé de « toute la charpenterie du logis neuf que ledit seigneur fait faire au bout du grand corps de logis du dit lieu de La Rivière, du costé de Pontgouin, qui est le corps du dit logis en forme de pavillon, la tour et le petit logis qui est en saillie dans la cour, le tout attenant l'un à l'autre (...) pareil et semblablement à l'autre pavillon, tour et petit pavillon près à l'autre bout dudit grand corps de logis vers Boizard ». En 1643, Pierre Hébert construit le pavillon latéral est, la tour nord-est dénommée tour de la chapelle et le petit pavillon d'extrémité est. À la fin des travaux, la façade mesure 66 m de long. La ferme et les dépendances du château sont construites par Pierre Hébert en 1644-1645. Le pigeonnier comporte 940 boulins, correspondant aux 940 arpents de terres que possédait la famille d’Aligre au moment de sa construction. 
Pendant la Fronde, Étienne d'Aligre doit rester à Paris. Il demande à son cousin, Michel Le Tellier, secrétaire d'État à la guerre, de  veiller à la garde du château. Après la Fronde, il poursuit l'aménagement de la chapelle. Un marché est passé avec Pierre Boucher, peintre de La Loupe, pour la mise en couleur et la dorure de la chapelle. À la fin des travaux, la surface du parc est agrandie. Peu avant 1705, Étienne IV d'Aligre (1660-1725) fait construire une glacière en maçonnerie. À la mort de sa femme est établi le 16 mai 1740 l’inventaire des meubles du château.
Quand leur petit-fils Étienne François d'Aligre (1727-1798) hérite du château de La Rivière, le parc a une superficie de 53 ha. Il continue à l'agrandir en y incluant des bois qu’il entoure d'une nouvelle muraille. La condition en a été le consentement des paroisses de Pontgouin, Saint-Germain-de-l'Épinay et Belhomert à supprimer le chemin qui longe le mur du parc.

### La tourmente révolutionnaire

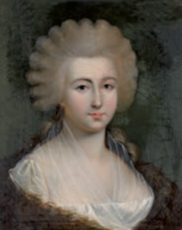
Marie-Adelaïde-Charlotte Godefroy de Senneville (1772-1791)

Le 6 octobre 1788, en l’église Saint-Maclou de Rouen, Étienne-Jean-François-Charles d’Aligre épouse Marie Adélaïde Charlotte Godefroy de Senneville qui apporte une dot de 600 000 livres et l’apanage autour de la seigneurie du Grand-Daubeuf. Le couple réside soit au château où Mme d’Aligre, dit-on, aurait fait détruire les écussons sculptés qui ornaient la porte monumentale du parc pour prévenir de plus grands dommages, soit à l'hôtel de Senneville à Rouen.
Le 24 décembre 1791, leur fille Étiennette-Marie-Catherine-Charlotte est baptisée en l'église de Saint-Ouen. Son parrain est son grand-père paternel présentement à Bruxelles.
Cette naissance coûte la vie à la jeune mère qui décède le 29 décembre 1791 à l’âge de 19 ans. Si le grand-père est à Bruxelles, c'est que le 14 juillet 1789, à Paris, les émeutiers sont venus le chercher, lui qui était réputé pour être un adversaire acharné des réformes. Il n’a dû sa survie qu’à son ancien maître d’hôtel, avec lequel il a échangé ses vêtements. Il s’est hâté de quitter la France pour s’installer avec sa famille à Bruxelles, puis à Londres où sa fortune de 4 millions et demi est placée. Il meurt à Brunswick en 1798 à l’âge de 71 ans. 

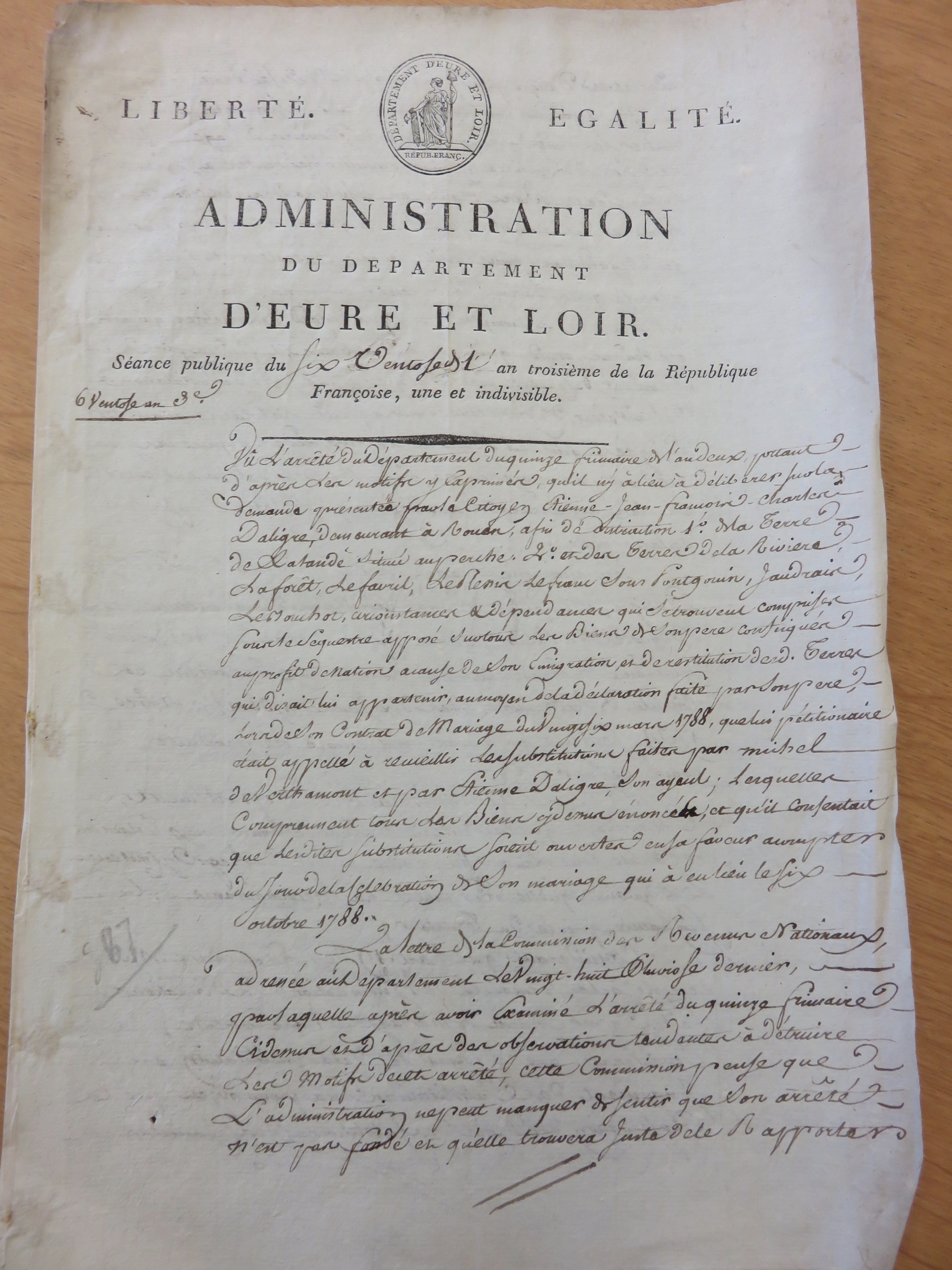
Demande du marquis d'Aligre à l'administration du département d'Eure-et-Loir (A.D.28 1Q 387).

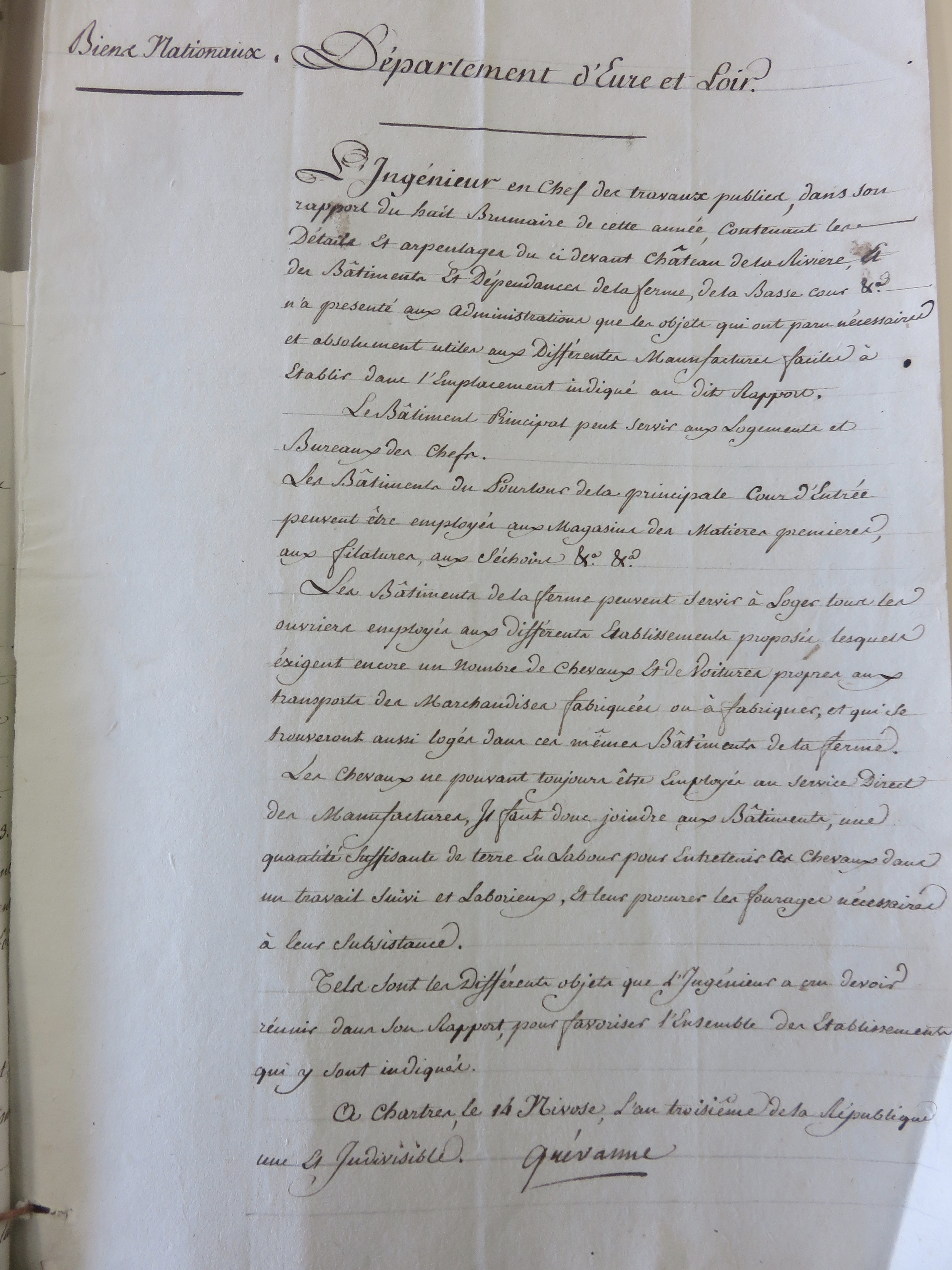
Courrier de l'ingénieur des travaux publics du 3 janvier 1795 (A.D.28 1Q 113).

Par décret du 15 janvier 1790, l’Assemblée Nationale abolit les anciennes divisions en bailliages, seigneuries et autres châtellenies. En 1793, par décision du maire, le château de la Rivière qui dépendait de la paroisse du Favril est rattaché à la commune de Pontgouin. Les propriétés ecclésiastiques ou appartenant à des émigrés sont séquestrées. Le domaine de la Rivière est cartographié par deux géomètres et des lots sont constitués pour être vendus par adjudication.
L’entreprise du citoyen Tetu propose d’acheter tout le domaine pour y implanter plusieurs manufactures de blanchisserie, foulerie, papeterie, filature de coton, laine et fil et les convertir en toile. Un rapport est rendu le 29 octobre 1794.
Face aux réticences de l’administration, l’ingénieur en chef des travaux publics de Chartres, dans un courrier du 3 janvier 1795, indique combien toute la superficie du domaine est nécessaire. Le bâtiment principal, en d’autres termes le château, servira de logement et de bureaux aux chefs, les bâtiments du pourtour de la cour d’entrée seront employés comme magasins des matières premières, filatures et séchoirs. Les ouvriers employés à la manufacture logeront dans les bâtiments de la ferme tandis que les granges et écuries seront occupées par les chevaux et les voitures propres au transport des marchandises fabriquées ou à fabriquer. Il faudra une quantité de terre en labour suffisante pour procurer du fourrage.
Pendant tout ce temps, Étienne-Jean-François d’Aligre qui n’a pas émigré, contrairement à son père, et qui demeure à Rouen demande la levée du séquestre des terres de la Rivière et de Bois-Landry. Elles lui appartiennent du fait d’une disposition de son contrat de mariage en date du 26 mars 1788. Il obtient gain de cause le 24 février 1795, à la suite de la décision de la commission des revenus nationaux, convaincue que  « la République doit toujours être juste et (que) le zèle pour ses intérêts peut lui nuire si elle passe les bornes de l’équité. »
Malgré tout,  le marquis aurait juré ne plus remettre les pieds à la Rivière et aurait acheté pour cette raison  le domaine des Vaux. Sont-ce les dégradations commises au château et dans les bois ou la rage non contenue des acheteurs lésés ou encore les souvenirs de temps révolus qui en sont la cause ? Nul ne le sait.
La famille d’Aligre a su en tout cas manœuvrer dans la tourmente révolutionnaire puisque le château de Baronville a, lui aussi, échappé à la vente. Grâce au subterfuge mis en place par M. d’Aligre père, le domaine a été racheté de 1791 à l’an II par un de ses fermiers du nom de Labiche, maire de Béville, puis à partir d’avril 1795 par le même, avec la mention « au profit d’Étienne-Jean-François d’Aligre », enfin à partir d’août 1795 par M. d’Aligre en personne.

## Le château hier et aujourd'hui

### Changement de propriétaires auxXXeetXXIesiècles
Le château sort de la famille d’Aligre en 1926 au décès de Marie Charlotte de Préaulx, marquise d’Aligre, veuve d'Étienne-Marie-Charles de Pomereu d'Aligre, marquis d'Aligre. Les biens de ce dernier étaient alors en usufruit à sa veuve, et en nue propriété à son neveu Gaston de Pomereu d'Aligre, propriétaire du château de Baronville.
Jusqu'à cette date, la marquise s'est appliquée à entretenir le château même si elle résidait à celui des Vaux. À l’intérieur, dans le grand bureau, elle a commandé  la pose d’un carrelage de Beauvais et de marches en Chauvigny dur et fait effectuer des travaux de serrurerie. À l’extérieur, se sont succédé les travaux de couverture et d’émoussage, de réparations de murs, d'abattage d'arbres ainsi que l’entretien des routes et du potager, tout ceci comptabilisé en journées d’hommes ou de femmes, payées deux fois moins cher.
La marquise avait à son service dix-huit gardes auxquels elle payait les pantalons et les blouses. Chargés de la surveillance et de l'entretien des propriétés, ils avaient parmi leurs fonctions celle de tuer les animaux nuisibles dont faisaient partie les écureuils. Jusqu’en 1917, l’aile droite est restée dans l’état de délabrement où l’avait mise le pillage de l’époque révolutionnaire. Jusqu’en 1925, l’aile gauche du château est habitée par le régisseur.  
En 1928, la Rivière est achetée par Daniel Ernest Georges Jour, habitant de Châteauneuf-en-Thymerais. Un an après, elles est revendue à Maurice Mizraki, administrateur de société coloniale, qui en entreprend la restauration.
Durant la Seconde Guerre mondiale, le château est réquisitionné temporairement pour accueillir une école de jeunes filles. Les châteaux de la Rivière et des Vaux, malgré le nombre de pièces disponibles, ne sont pas retenus pour loger les réfugiés du Havre et de Lisieux.
De 1954 à 2009, la Rivière appartient à la famille du producteur cinématographique Albert Courtine. De nombreuses personnalités du cinéma s’y retrouvent, tels Michel Audiard, Jean Gabin et Lino Ventura.
En 2009, Édouard de Vitry se porte acquéreur du domaine et entame des travaux de restauration : façades, jardins, toits, douves, ponts et tableaux.

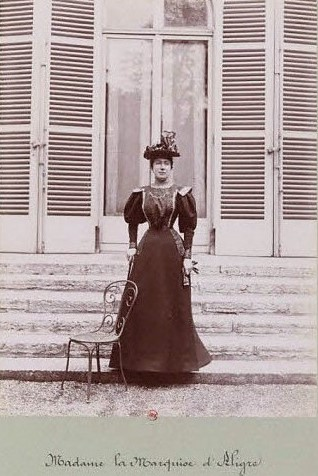
La marquise d'Aligre.
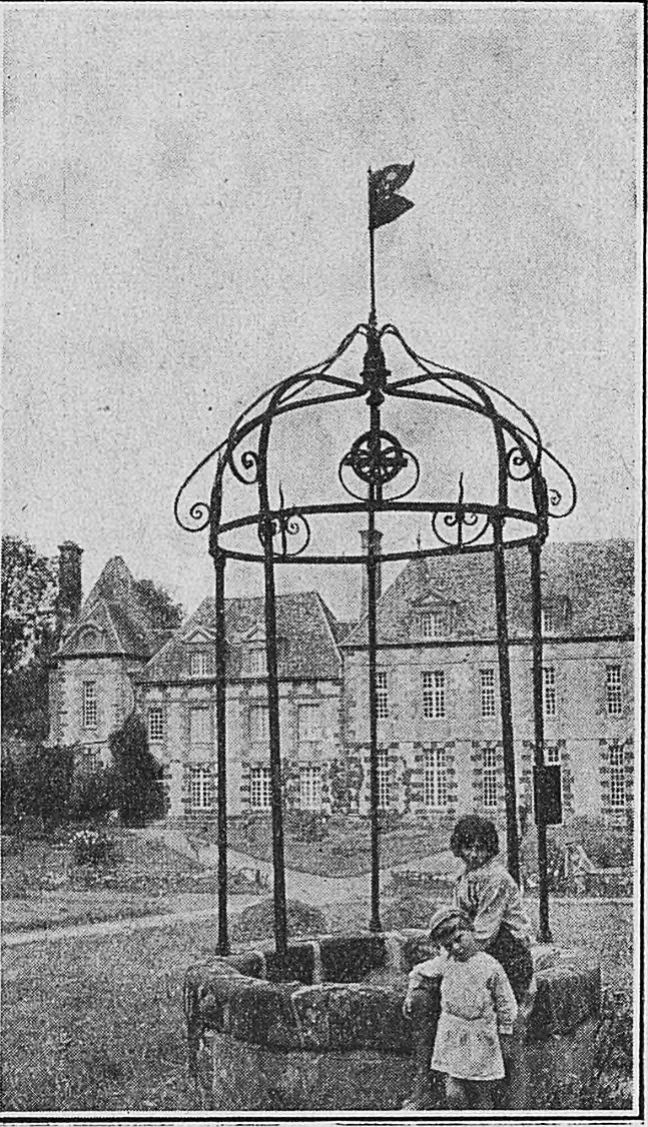
Le puits du château en 1932.
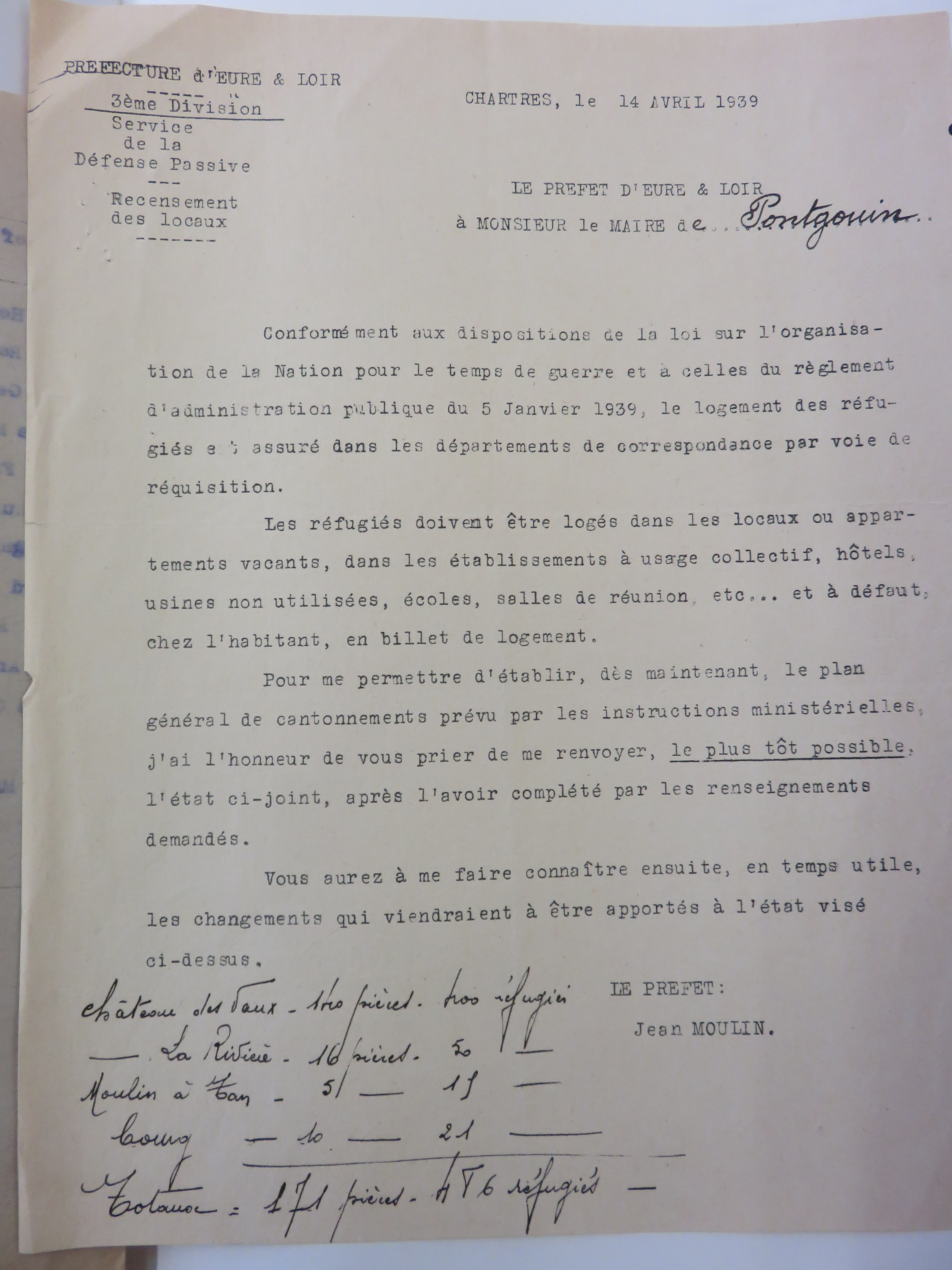
Lettre de Jean Moulin au maire de Pontgouin en avril 1939.

### Descriptif
Le château actuel n’a guère subi de modifications. Une première porte d’entrée en grison et en briques, accompagnée de sa porte piétonne latérale, marque le mur d’enceinte du château. Seuls les deux pavillons de chaque côté ont disparu.
Dans le même axe se trouve le châtelet d’entrée encadré de dépendances et de tours, précédé de douves sèches. Les pont-levis ont aujourd’hui disparu. Tout autour d’une vaste cour prennent place les communs, tous symétriques avec des toitures terminées en croupe et éclairées de lucarnes de briques à fronton triangulaire.   
De grosses tours cylindriques occupent les angles extérieurs dont le pigeonnier avec ses 940 boulins. Le château s’élève au fond de la cour d’honneur. Le corps de logis principal est prolongé par deux ailes flanquées de pavillons étroits adossés à des tours cylindriques. Le château bâti en long, la plupart des pièces au rez-de-chaussée comme à l’étage sont traversées par la lumière. Les combles sont éclairés de lucarnes. Les entourages de fenêtres, jambages et linteaux, offrent  une alternance de briques et de grison.   
Côté parc, le château se présente sur une plate-forme qui donne sur le parterre. Le parc a fait l’objet de travaux colossaux depuis 2009. Quarante hectares ont été nettoyés. Édouard de Vitry explique que « les arbres, dont beaucoup d’aulnes, avaient envahi le territoire ».
Sur les trois parcs existants dans le domaine en 1794, deux ont été conservés :
- Le parc de l’Étoile (Le grand parc de 42 arpents en 1794) qui comporte huit allées ; en son centre est érigé un piédestal, ainsi qu'un affût de chasse ;
- Le deuxième (Le parc de la Rivière de 89 arpents) se situe, comme le premier, sur la rive gauche de l'Eure et le jouxte par l'ouest ;
- Le troisième parc (Le parc de la Tourelle), rendu à l’état de champs, abrite toujours une glacière creusée à plus de 10 m de profondeur.

Le canal décoratif privé, datant du XVIIe siècle (1637-1639), traverse les parcs.

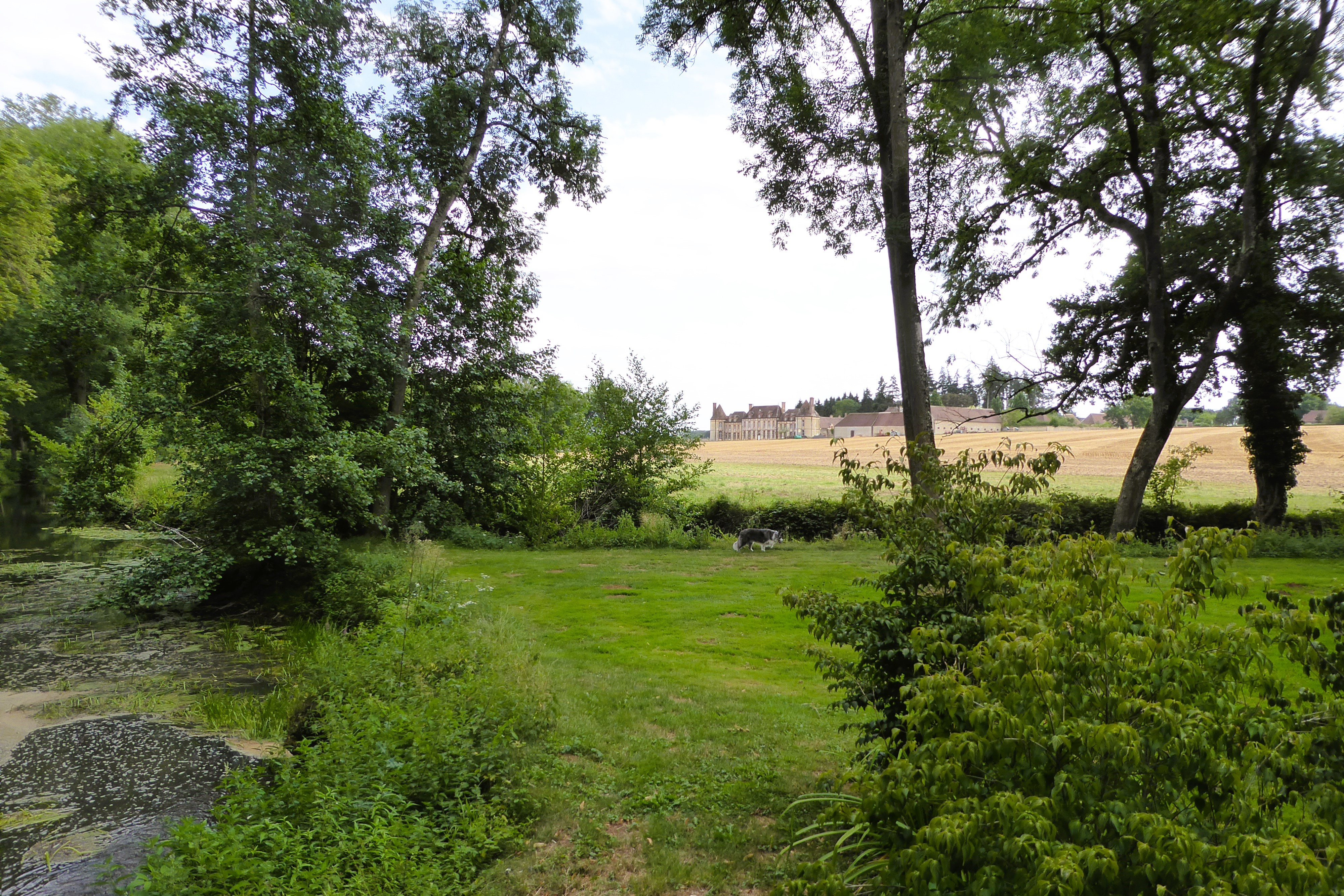
Château de la Rivière et ferme vus de l'Eure.
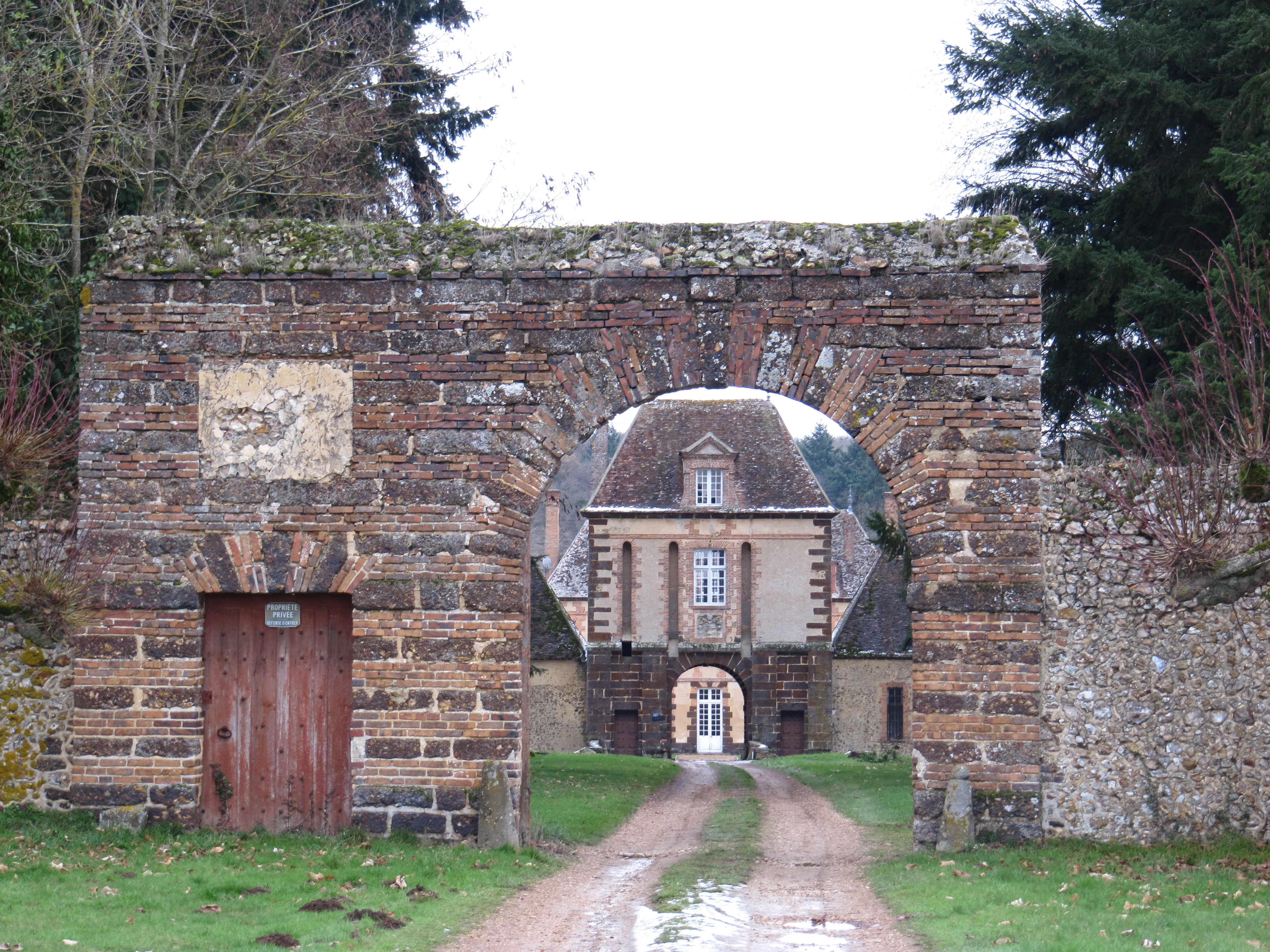
La porte d'entrée du château de la Rivière.
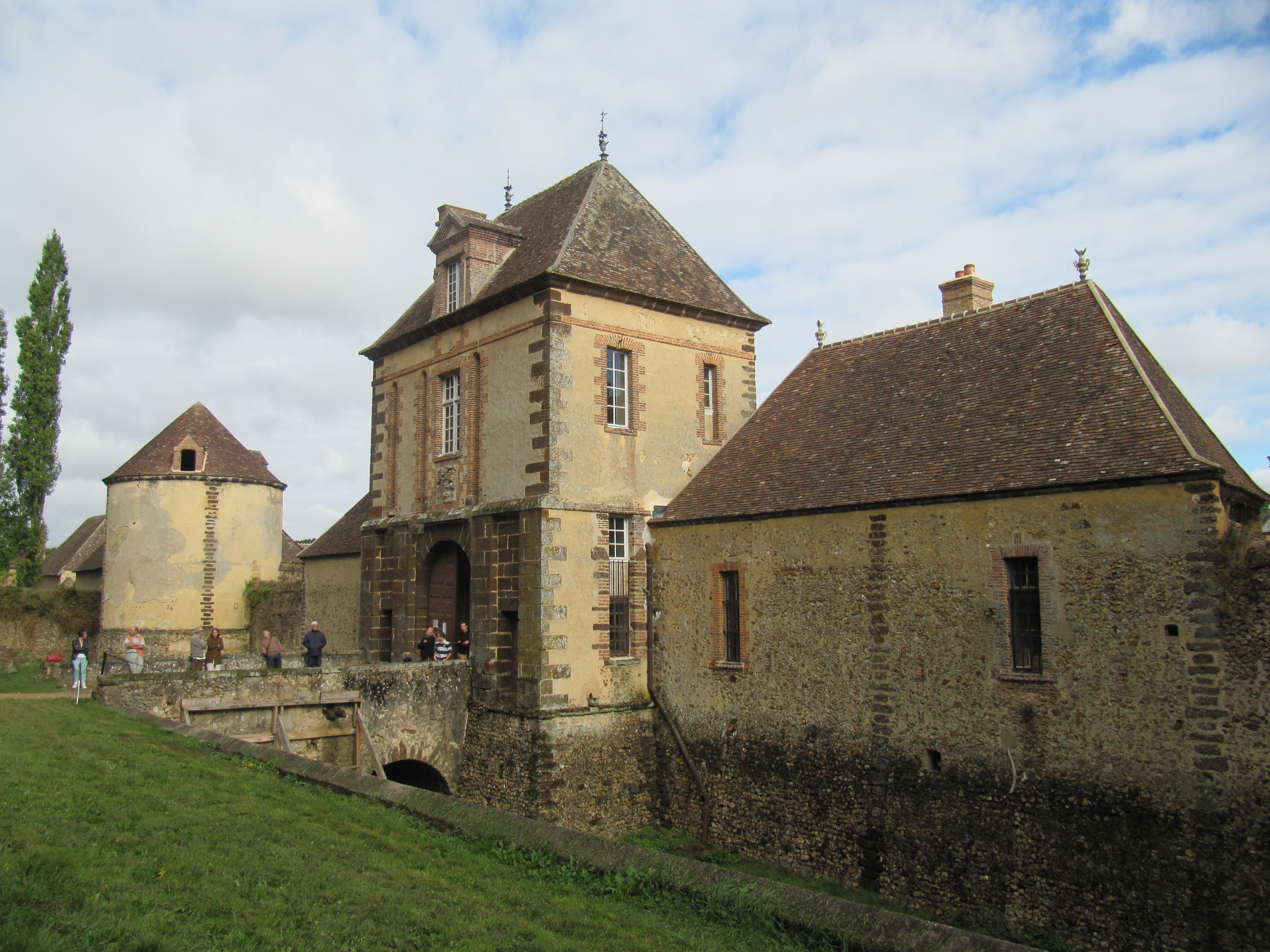
Le châtelet entouré de ses douves.
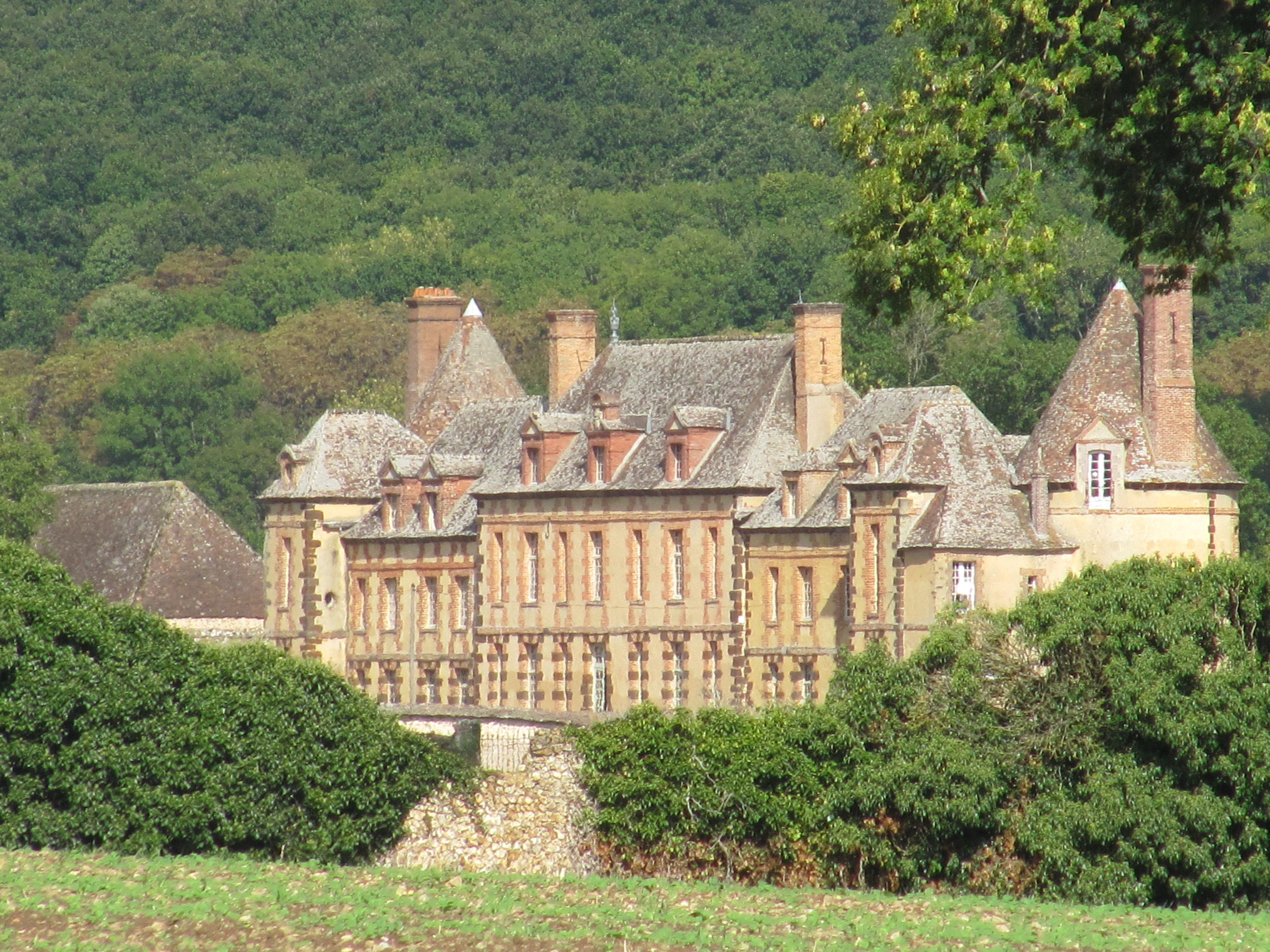
Le corps de logis du château, façade sud.
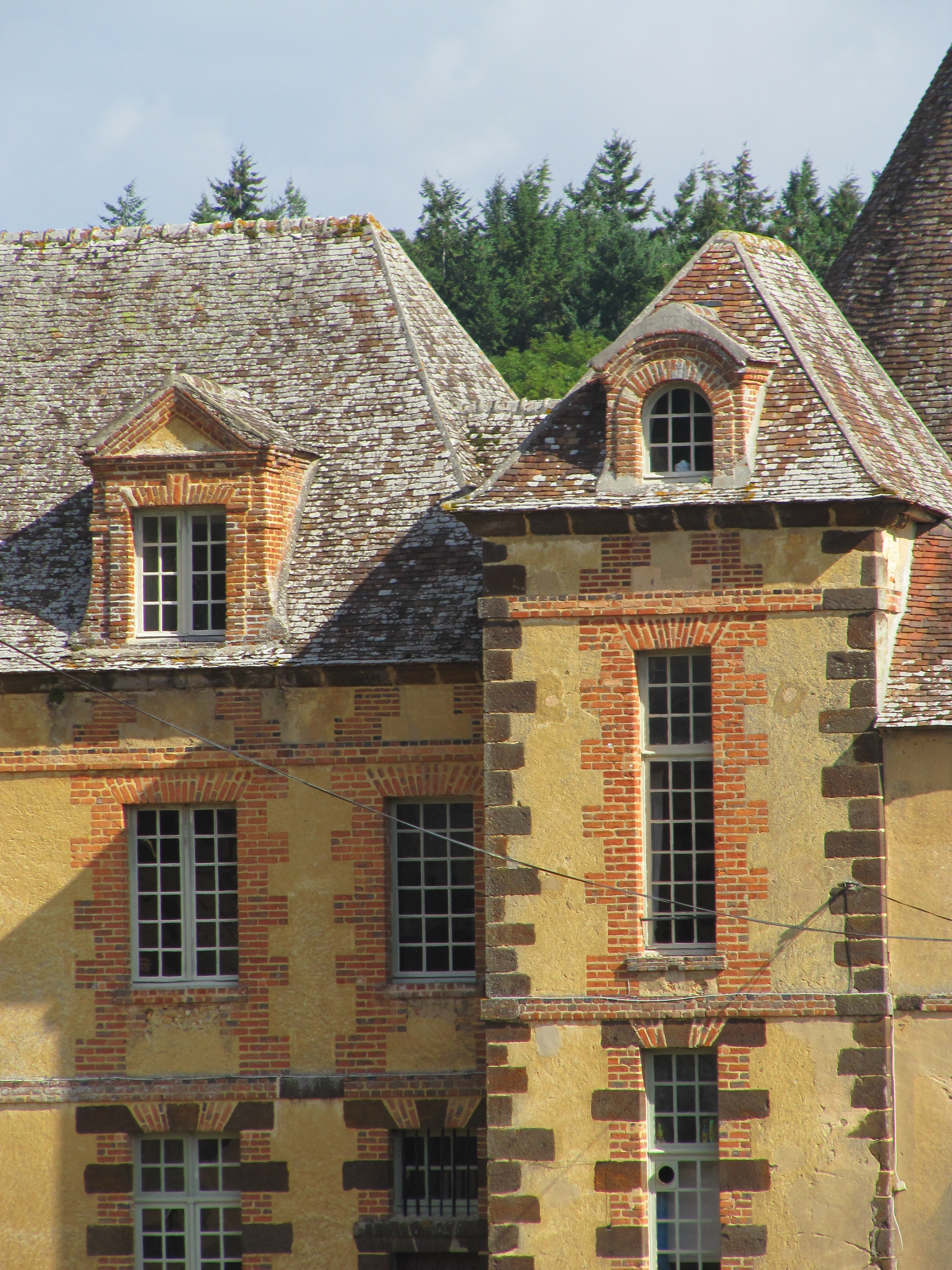
L'appareillage brique et grison.

### Cartes et plans desXVIIIeetXIXesiècles

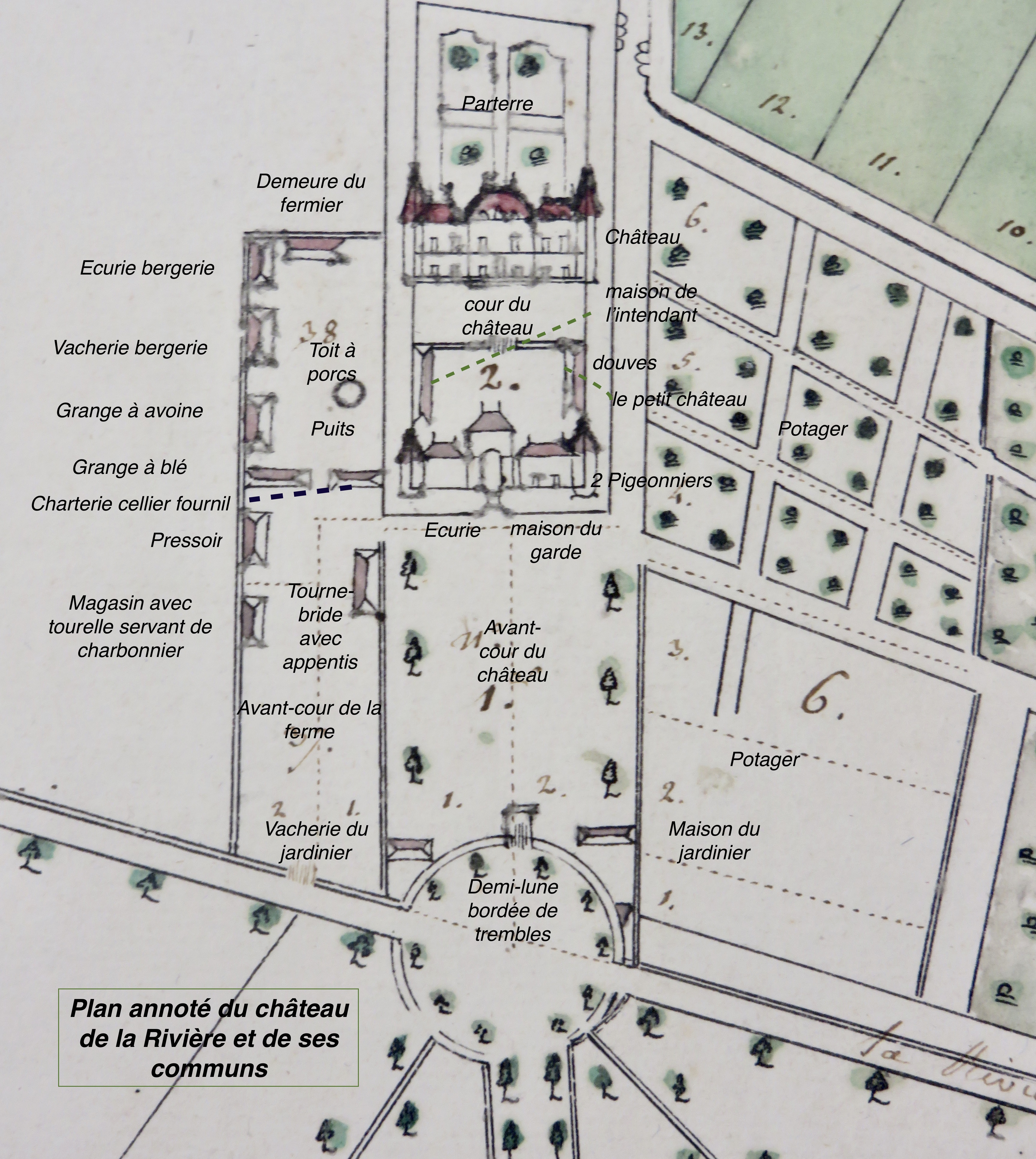
Plan annoté du château de la Rivière à partir du plan et du procès-verbal d'estimation de septembre 1794.

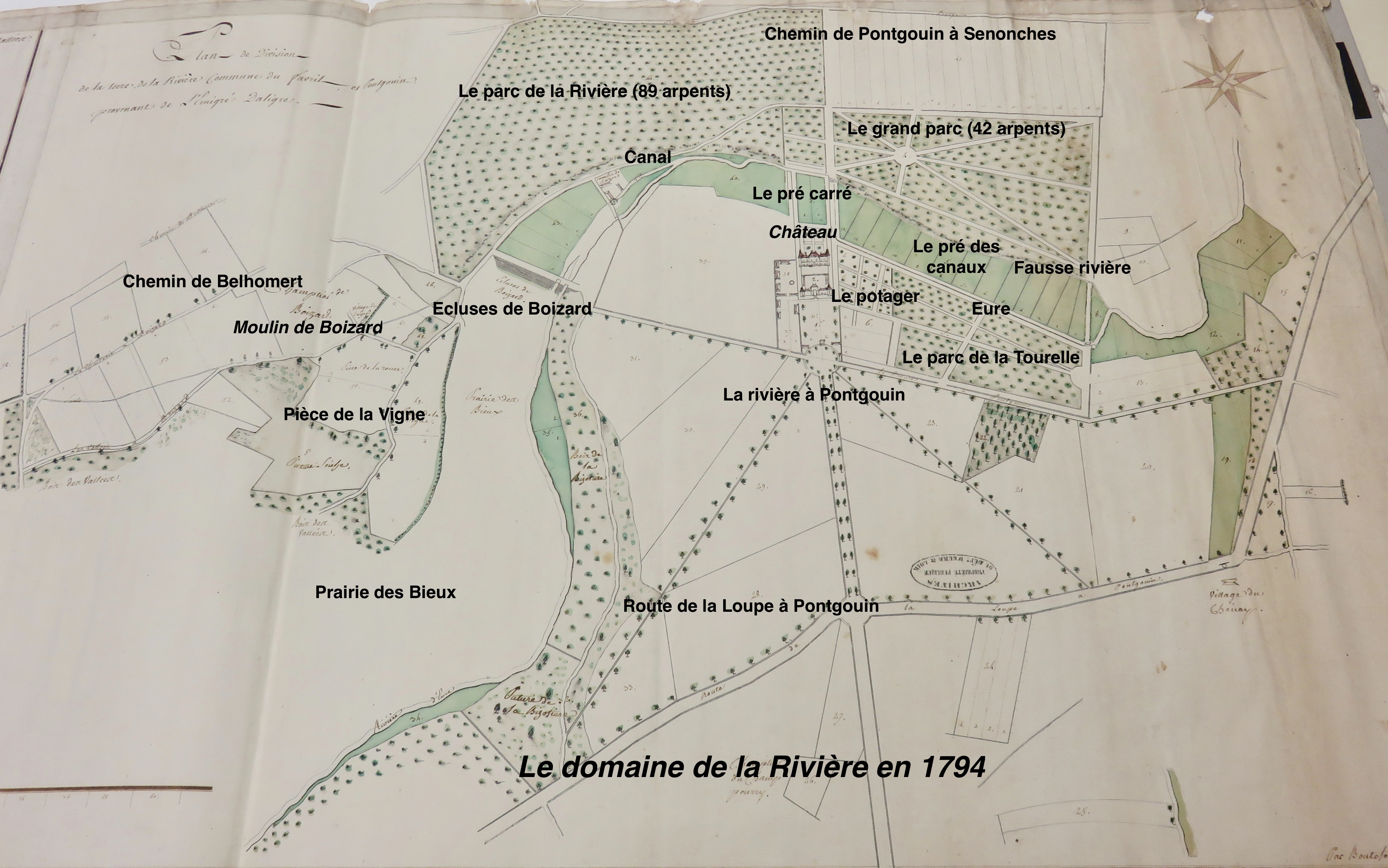
Plan annoté du domaine de la Rivière à partir du plan de 1794.

La commune de Pontgouin a déposé ses archives aux archives départementales d'Eure-et-Loir à Chartres. Des plans de la seigneurie de la Rivière ont été ainsi restaurés. L'un d'eux, dressé par deux arpenteurs à la Révolution, accompagne le procès-verbal d’estimation. En effet, les numéros portés sur le plan sont ceux qui figurent sur le PV de consistance et d’estimation du 5 septembre 1794. Les traits en pointillés correspondent aux lots à vendre. Ainsi peut-on reconstituer la fonction de chaque bâtiment.  
Le bastion par lequel on rentre est flanqué de deux bâtiments: à gauche la vacherie à l'usage du jardinier, à droite sa maison d’où il a un accès direct au potager divisé en deux parties. Après avoir traversé l’avant-cour, on arrive au Petit Château. Entouré de ses fossés, il se compose d’un pavillon flanqué à droite de la demeure du garde et d’un colombier, à gauche d’une écurie et d’un deuxième colombier. À gauche du château se trouvent les communs.   
L’avant-cour de la ferme plantée d’arbres fruitiers comporte trois bâtiments : l’un, à droite, appelé le tourne-bride couvert de tuiles avec à côté un appentis couvert de paille et en face, le magasin avec une tourelle servant de charbonnier et le pressoir. L’entrée de la cour de la ferme est encadrée par un bâtiment à droite contenant la charterie, le cellier et le fournil et à gauche la grange à blé suivie de la grange à avoine, de la vacherie et bergerie, puis d’un autre corps de logis abritant une écurie et une bergerie. Au milieu de la cour, se trouvent un puits et un toit à porcs désignant une petite porcherie. À la même hauteur que le château, au fond de la cour demeure le fermier. La partie noble se dévoile, face au bastion, séparée par une murette. Les fenêtres arrière du château donnent sur les parterres et le Pré Quarré, prolongation du Pré aux canaux, traversés par la rivière de l’Eure et le bras comblé appelé la fausse rivière.   
Les deux parcs sont séparés par la Grande Allée : le grand parc avec ses allées rectilignes et le parc de la Rivière, tout en bois et futaies. Un troisième parc, celui de la Tourelle, est situé au bout du potager. Le domaine est entouré au nord par le chemin de Pontgouin à Senonches et au sud par la route de La Loupe à Pontgouin.  
Le domaine de la Rivière a été cartographié à différents moments du XIXe siècle : plan napoléonien de 1830, carte d’état-major et plan de la commune dressé après 1857 puisque la ligne de chemin de fer de l’Ouest y figure. Il est intéressant de constater que sur la carte d’état-major, le parc de la rivière est nettement percé d’allées, en prolongement de celles du grand parc ce qui n’était pas le cas à la Révolution. Les arbres vont l’envahir de nouveau au XXe siècle. La parcelle haute, au-dessus du grand parc, exposée plein sud, protégée du vent et en plein soleil, accueillait des vignes.

Cartes et plans
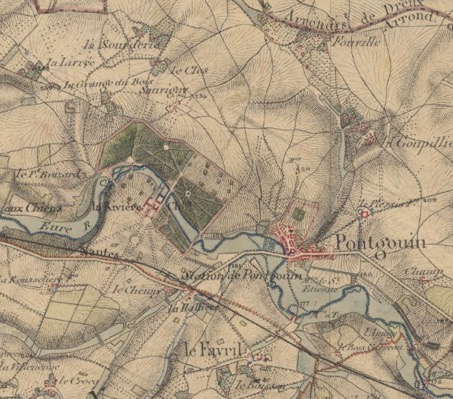
La Rivière sur la carte d'état-major (1820-1860).
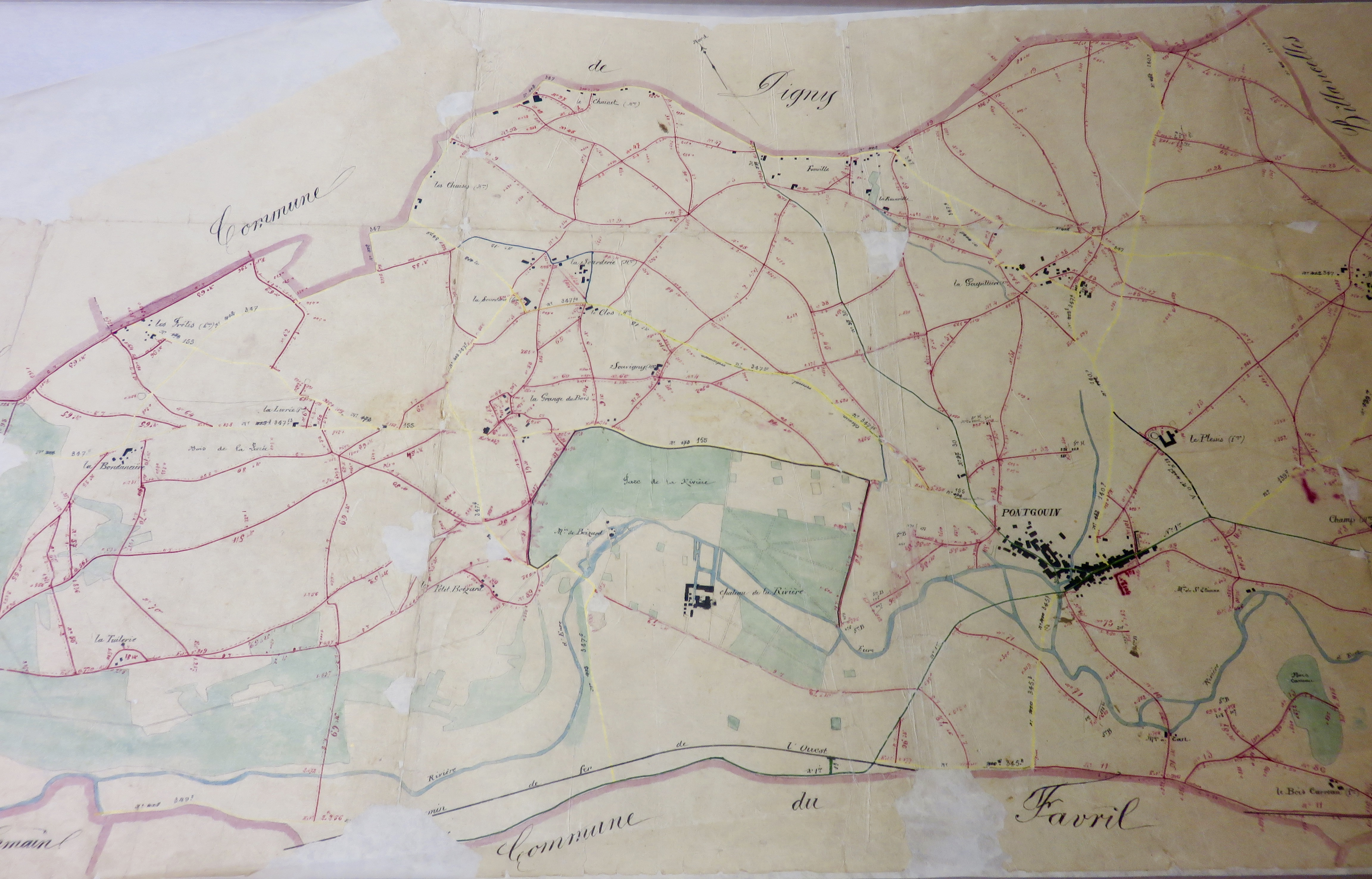
Plan de la commune de Pontgouin postérieur à 1857 (A.D.28, E dépôt 302 G4).
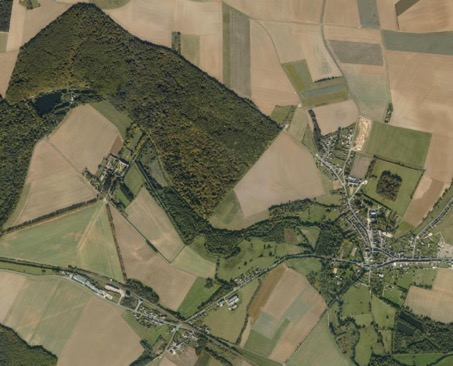
Photo aérienne (2006-2010).

### Inscription aux monuments historiques
Le château est inscrit en tant que monument historique par arrêté du 23 décembre 1987.
Sont inscrites les façades et toitures du château, avec à l'intérieur, les boiseries du salon du XVIIe siècle, le pigeonnier, le pavillon et le portail d’entrée, les façades et toitures des communs de l’aile sud-ouest.
La protection a été étendue en 2013 aux murs de soutènement des douves sèches, aux douves sèches, aux façades et toitures des communs de l'aile sud-est, à la tour sud-est, ainsi qu'à à la plate-forme du château et à l'ensemble du terrain décoratif alentour : canal, ponts, allées plantées, cours, jardins, parc et murs de clôture dans la configuration de 1794. 

#### Ouverture au public
Deux pièces, en plus du pigeonnier et des travaux, sont actuellement ouvertes à la visite guidée : l’entrée modifiée au XIXe siècle pour être agrandie, l’important escalier en bois actuel en est le fruit. Le grand salon avec ses boiseries qui datent du XIXe siècle et étaient à l’origine peintes.
Au-dessus des quatre portes du salon se trouvent quatre portraits des membres de la famille d’Aligre. Deux sont particulièrement identifiables grâce à leur attribut de fonction, le coffret de garde des sceaux de France. Il y a aussi un piano, dit « piano carré », classé monument historique, qui n’est cependant pas lié à l’histoire du château[réf. nécessaire].
Une promenade libre dans le parc, à partir du bar de la Rivière situé près du moulin et des écluses de Boizard, est également proposée aux visiteurs.